# Kalang Simbara
Kalang Simbara is een bestuurslaag in het regentschap Dairi van de provincie Noord-Sumatra, Indonesië. Kalang Simbara telt 3221 inwoners (volkstelling 2010).